# Février 1798

## Événements

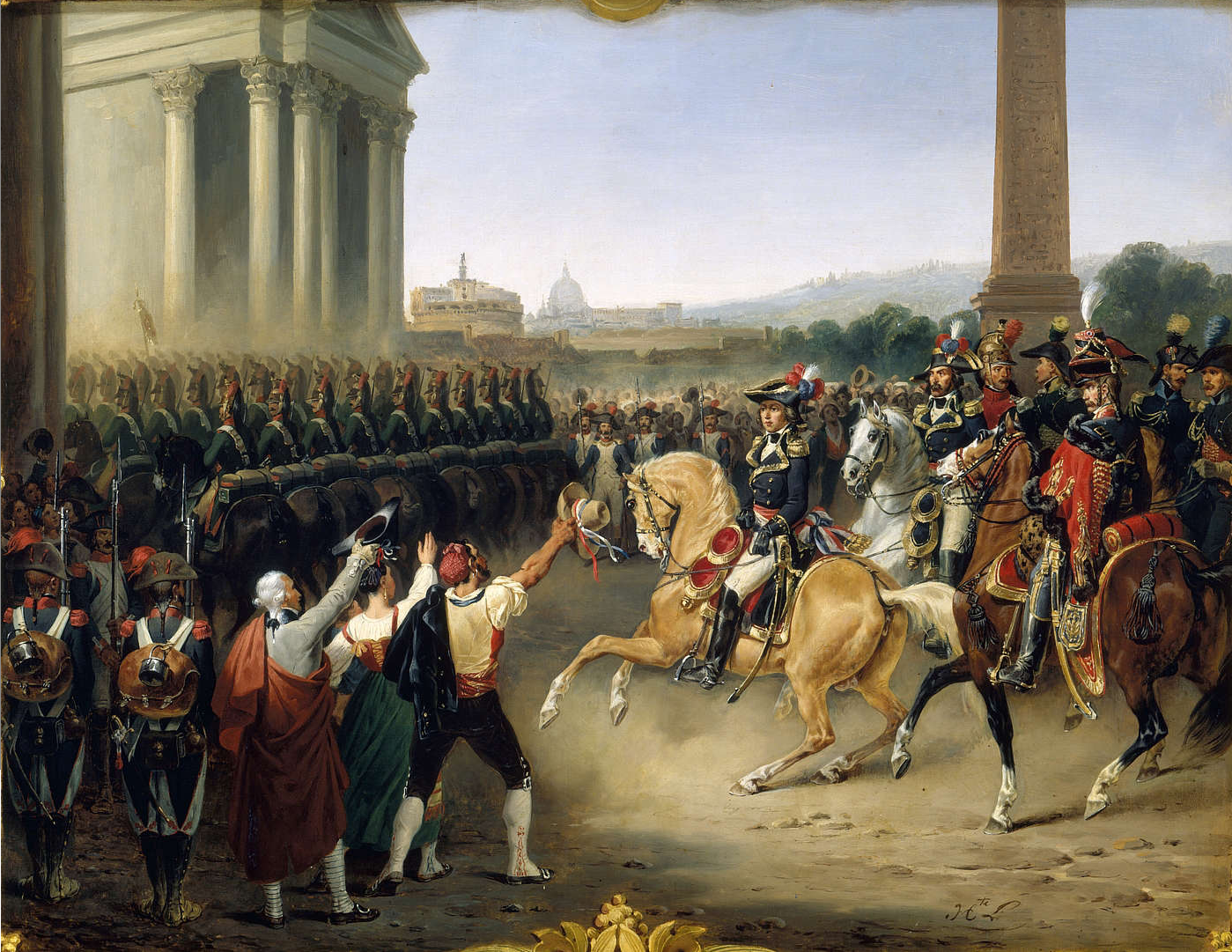
15 février : entrée de l’Armée française à Rome, toile d' Hippolyte Lecomte.

- 15 février : les armées françaises envahissent Rome. Un incident (l’assassinat du général Duphot) permet aux troupes françaises d’intervenir dans les États pontificaux. Les patriotes romains fondent la République romaine[1].

- 17 février : les émissaires du Directoire donnent l'ordre à Pie VI de partir sous deux jours. Il part dans la nuit du 19 au 20 février[2]. Les États pontificaux sont remplacés par la République romaine.

- 25 février, Rome : émeutes antifrançaise et antijuives dans le Trastevere[3].

## Naissances
- 2 février : Edme-Jean Pigal, peintre de genre, dessinateur, graveur et lithographe français († 16 septembre 1872).
- 14 février : Searles Valentine Wood (mort en 1880), paléontologue britannique.
- 21 février : Jean-Edmond Briaune (mort en 1885), agronome et économiste français.

## Décès
- 9 février : Antoine Favray, peintre français (° 8 septembre 1706).
- 12 février : Stanislas II, roi de Pologne (° 17 janvier 1732).
- 15 février : Pierre Bayen (né en 1725), chimiste et pharmacien français.